# Claude Favre de Vaugelas

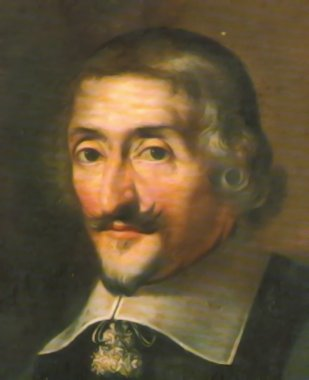
Claude Favre de Vaugelas

Claude Favre de Vaugelas (* 6. Januar 1585 in Meximieux nahe Bourg-en-Bresse; † 26. Februar 1650 in Paris) war ein französischer Literat und Philologe. Als Sprachnormierer ist er jedem Historiker der französischen Sprache bekannt.
Vaugelas war Sohn eines klein- bzw. neuadeligen Richters in der bis 1601 zu Savoyen gehörenden Provinz Bresse. 1624 erbte er den Titel eines „baron de Pérouges“.
Er erhielt eine solide klassische Bildung, überwiegend durch seinen Vater, und trat jung in die Dienste des Duc de Nemours, eines Cousins des Herzogs von Savoyen. In seinem Gefolge reiste er viel und erwarb gute Kenntnisse des Italienischen und Spanischen. Er ließ sich schließlich in Paris nieder, wo er wechselnde Positionen bekleidete, z. B. die eines Sekretärs und Dolmetschers eines französischen Hochadeligen, den er nach Spanien begleitete, oder die eines Hauslehrers in einer anderen hochadeligen Familie. Auch ließ er sich die niederen Weihen erteilen, um eventuell einträgliche Kirchenpfründen bekommen und möglichst kumulieren zu können.
Immerhin gelang es ihm, Zugang zu einigen mondänen Salons der Hauptstadt zu erhalten, wo man ihn geschätzt zu haben scheint, und Kontakte mit mehreren anerkannten Autoren zu pflegen, u. a. François de Malherbe.
Er selbst war als Literat nur ein mäßig erfolgreicher Übersetzer aus dem Lateinischen und Spanischen. Immerhin erarbeitete er sich hierbei einen Ruf als Grammatiker und Sprachgelehrter. 1634 gehörte er, als Mitglied des Kreises um Valentin Conrart, zu den Gründungsmitgliedern der Académie Française. Er war danach von Anbeginn an aktiv an dem wichtigsten Projekt der Académie beteiligt, dem Wörterbuch der französischen Sprache, dessen Konzept er entwarf, wobei er selbst für die Buchstaben A bis I zuständig war.
Unzufrieden über die Langsamkeit, mit der dieses und die anderen Académie-Projekte vorankamen, insbes. die Grammatik (die erst 1932 erschien und sofort als veraltet galt), brachte er seine eigenen Überlegungen zu Papier als Remarques sur la Langue Françoise, utiles à tous ceux qui veulent bien parler et bien escrire (Anmerkungen zur französischen Sprache zum Nutzen derer, die gut sprechen und schreiben möchten). Das 1647 publizierte Buch wurde rasch mehrfach neu aufgelegt und zur allseits bekannten Autorität (die Molière in seiner Komödie Les Femmes savantes ironisiert). Mit den Remarques wurde Vaugelas zum Ahnherrn der in Frankreich so zahlreichen, noch heute höchst aktiven Wächter und Hüter der französischen Sprache.
Als Norm für den „guten Gebrauch“ (le bon usage) des Französischen setzte Vaugelas den mündlichen Sprachgebrauch des sich überwiegend in Paris aufhaltenden Hofadels und den schriftlichen Sprachgebrauch der „guten Autoren“ (bons auteurs), d. h. der anerkannten, in Paris arbeitenden und in Pariser Salons verkehrenden Schriftsteller. Er bestärkte damit den wachsenden auf Paris ausgerichteten politischen Zentralismus auch auf sprachlichem Gebiet und initiierte eine Entwicklung, die bis heute alle Personen benachteiligt, die nicht das pariserisch geprägte „Standardfranzösisch“ (français standard) beherrschen.